# Oxytropis reverdattoi
Oxytropis reverdattoi är en ärtväxtart som beskrevs av Boris Alexandrovich Jurtzev. Oxytropis reverdattoi ingår i släktet klovedlar, och familjen ärtväxter. Inga underarter finns listade i Catalogue of Life.